# Cedálion
Cedálion, na mitologia grega, era um aprendiz na forja de Hefesto que conduziu Órion até onde o Sol nascia, o que devolveu-lhe a visão.
Órion,  filho de Posidão e Euríale, filha de Minos, violentou, quando estava bêbado, Mérope, filha de Enopião, rei de Quios. Quando o rei soube, ele cegou Órion e o expulsou do país; vagando, Órion chegou a Lemnos como um mendigo.
Hefesto teve pena dele, e deu Cedálion,  seu servo, como guia. Órion colocou Cedálion nos seus ombros, e o carregou, enquanto Cedálion apontava o caminho; assim, eles chegaram até o Leste, onde Hélio curou Órion.